# Fujiyamaæble
Fujiyamaæble (Malus tschonoskii), også skrevet Fujiyama-Æble, er et hurtigtvoksende træ med en stamme, som er gennemgående højt op i kronen. Kendetegn på fujiyamaæble er et mørkt og sundt løv samt små, røde frugter.

## Beskrivelse
De stejlt oprette hovedgrene og de bøjet opstigende sidegrene danner en smalt kegleformet krone, som dog bliver mere bred med alderen. Den unge bark er hvidfiltet, men senere bliver den nøgen og rødligt mørkegrå. Gamle grene har grå, opsprækkende bark. Knopperne er røde. De aflangt ægformede blade er let lappede på langskud, men på kortskud er de ovale med savtakket rand. De er hvidfiltede i udspring, senere glatte og mørkegrønne på oversiden, mens undersiden forbliver behåret. Høstfarverne er skinnende røde til orange. Blomsterne er hvide, men ikke meget påfaldende. Frugterne er fladtrykt kugleformede og gulgrønne, men ses sjældent.
Da planten oftest forhandles i podede eksemplarer, er dens rodnet lig med æblegrundstammens. Dens eget rodnet er hjerteformet og groft. Planten angribes ikke af æbleskurv.
Højde x bredde og årlig tilvækst: 10 x 6 m (25 x 10 cm/år).

## Hjemsted
Træet forekommer spredt i blandede løvskove på de tre japanske hovedøer: Honshū, Shikoku og Kyoshu, hvor klimaet er køligt tempereret, og hvor den forekommer sammen med bl.a. tornaralie, hønsebenstræ, japansk bøg, japansk lærk, japansk skarntydegran, kryptomerie, skæbnetræ og stor stjernetop.
| Portal | Portal:Botanik |